# La Promenade Fleury

Logo.

La Promenade Fleury ou Société de développement commercial (SDC) Promenade Fleury est un regroupement de 250 commerces et entreprises de services situés sur la rue Fleury Est, entre la rue Saint-Hubert et l'avenue Papineau, dans l'Arrondissement Ahuntsic-Cartierville à Montréal, au Canada.

## Histoire
La SDC a été créée le 17 décembre 1984 sous le nom de Société d'Initiative et de Développement d'une Artère Commerciale (S.I.D.A.C.) de La Promenade Fleury, à la demande des commerçants et professionnels de la rue Fleury Est. C'était l'aboutissement d'une longue histoire commerciale, commencée au début du XXe siècle avec l’urbanisation de la ville d’Ahuntsic, maintenant annexée à Montréal. La situation géographique de la rue Fleury Est, au cœur d'Ahuntsic, en fit le lieu d’échange par excellence du quartier où les commerçants concentrent leurs affaires. En 1997, l’organisme prit son nom actuel de SDC La Promenade Fleury.

## Origine du nom
La Promenade Fleury est nommée d'après la rue Fleury Est. L'odonyme de cette rue évoque le souvenir de David Fleury, artiste qui réalisa en 1817-1818 la décoration du sanctuaire de l'église de la Visitation du Sault-au-Récollet, paroisse où il résidait.

## Intersections notables
- Rue Saint-Hubert
- Avenue Christophe-Colomb
- Avenue Papineau